# Su Tseng-chang
Su Tseng-chang, född 28 juli 1947 i distriktet Pingtung på södra Taiwan, är en taiwanesisk politiker som är landets premiärminister sedan januari 2019. Han innehade även samma ämbete från 25 januari 2006 till 1 maj 2007. Han var partiledare för Demokratiska framstegspartiet 2012–2014 och även 2005. Han var vicepresidentkandidat i presidentvalet 2008, men han och huvudkandidaten Frank Hsieh förlorade valet.
Su studerade juridik vid Taiwans universitet och var praktiserande advokat från 1973 till 1983 och var en av försvarsadvokaterna i Kaohsiung incidenten 1979.
Han är gift med Chan Hsiu-ling (詹秀齡) och har tre döttrar.